# Uonuma
Uonuma (魚沼市, Uonuma-shi) est une ville située dans la préfecture de Niigata, sur l'île de Honshū, au Japon.

## Géographie

### Situation
Uonuma est située dans le sud-est de la préfecture de Niigata.

### Démographie
En août 2019, la population de la ville d'Uonuma était de 35 905 habitants répartis sur une superficie de 946,93 km2.

## Histoire
Uonuma a reçu le statut de ville en 2004, date à laquelle a eu lieu la fusion des municipalités de Horinouchi, Koide, Hirokami, Irihirose, Sumon et Yunotani.

## Économie
La ville d'Uonuma développe une activité de riziculture. Elle produit notamment la variété de riz koshihikari.

## Transports
La ville est desservie par les lignes Jōetsu et Tadami de la JR East.

## Personnalités liées à la municipalité
- Shuji Miya (1912-1986), poète
- Ken Watanabe (né en 1959), acteur
- Ryūichi Yoneyama (né en 1967), homme politique